# Hoth
Hoth es un planeta ficticio del universo Star Wars que perteneciente al sistema solar del mismo nombre. Aparece en la película El Imperio contraataca, quinto episodio de la saga. Es un mundo helado que alcanza temperaturas de -32 °C por el día y -60 °C por la noche. 
Hoth es, además, el nombre de la segunda ampliación del juego de cartas coleccionables Star Wars CCG. Consta de 162 cartas (163 con la errata K-3PO) y fue publicada en diciembre de 1996.

## Geografía
Hoth se encuentra cerca de Bespin, Ison y Anoat, y es el final de una importante ruta comercial.
La vida en el planeta es posible gracias a la atracción gravitatoria de sus tres lunas, que provocan mareas bajo los hielos. Las mareas rompen las placas sólidas y permiten que las algas envíen algo de oxígeno al exterior, lo cual proporciona alimento a los dos tipos de animales nativos del planeta. Las algas y líquenes sirven de comida a los saltarines tauntaun y estos son la comida del gigantesco bípedo wampa. Apenas hay algunos roedores venenosos o gusanos del hielo que enriquecen la variedad de especies del planeta.

## Historia
Durante la Antigua República solo se informó que el planeta existía. Fueron unos piratas que se estrellaron en el planeta los que informaron de varias de las especies más desconocidas, como el dragón babosa de las profundidades oceánicas.
La mayor catalogación la llevaron a cabo los rebeldes, que crearon allí su base principal, Base Eco, la más moderna hasta la creación de la Nueva República. Los rebeldes adiestraron tauntaun y crearon túneles que serían su base y vehículos para ir por el hielo. La batalla más grande por aquellos tiempos de guerra civil se produjo sobre la superficie. Los rebeldes apenas evacuaron equipo.
El planeta fue visitado por el Maestro Jedi Luke Skywalker años después, e incluso algunos de sus iniciados jedi como Jaden Korr investigaron por la zona posible actividad imperial.
Hoth se mantuvo a salvo en tiempos de los yuuzhan vong por no tener una situación estratégica y por estar en el lado opuesto del lugar de la invasión.